# Rangaku
Rangaku (蘭学, lit. "aprendizagem holandesa") foi o método pelo qual o Japão se manteve informado sobre a tecnologia e medicina ocidentais, quando o Japão se encontrava isolado para o resto do mundo, entre 1641-1853, pela política imposta pelo Shogunato Tokugawa designada Sakoku.

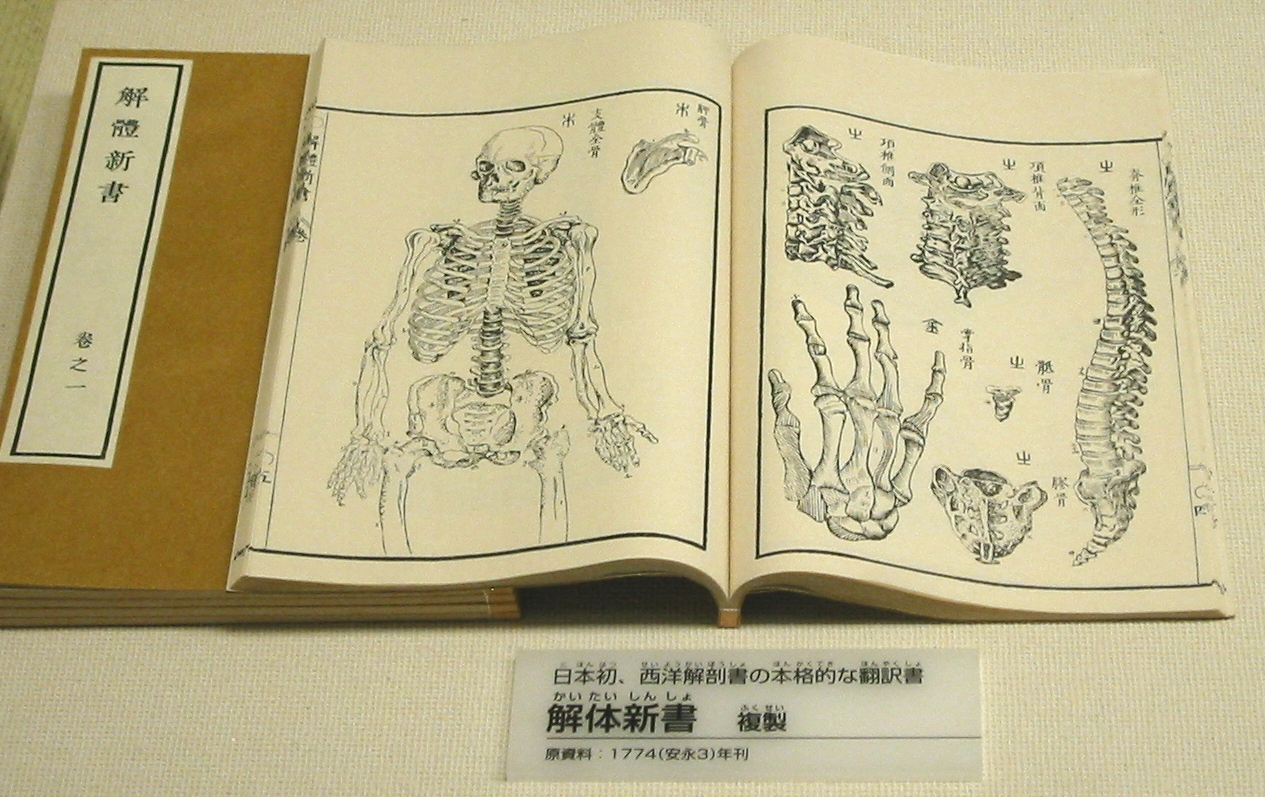
Primeiro tratado de anatomia ocidental no Japão, publicado em 1774, um exemplo do Rangaku.

Os comerciantes holandeses de Dejima em Nagasaki eram os únicos estrangeiros tolerados durante este período, e os seus movimentos foram cuidadosamente observados e rigorosamente controlados.
O rangaku tornou-se obsolento quando o Japão se abriu para o mundo exterior, no período Bakumatsu,  1853 - 1867. Os estudantes que viajavam para o estrangeiro e empregados de outros países (ou-yatoi gaikokujin) foram para o Japão ensinar e aconselhar um grande número de pessoas, levando o país a uma modernização sem precedentes.